# Сі-Ен Тауер

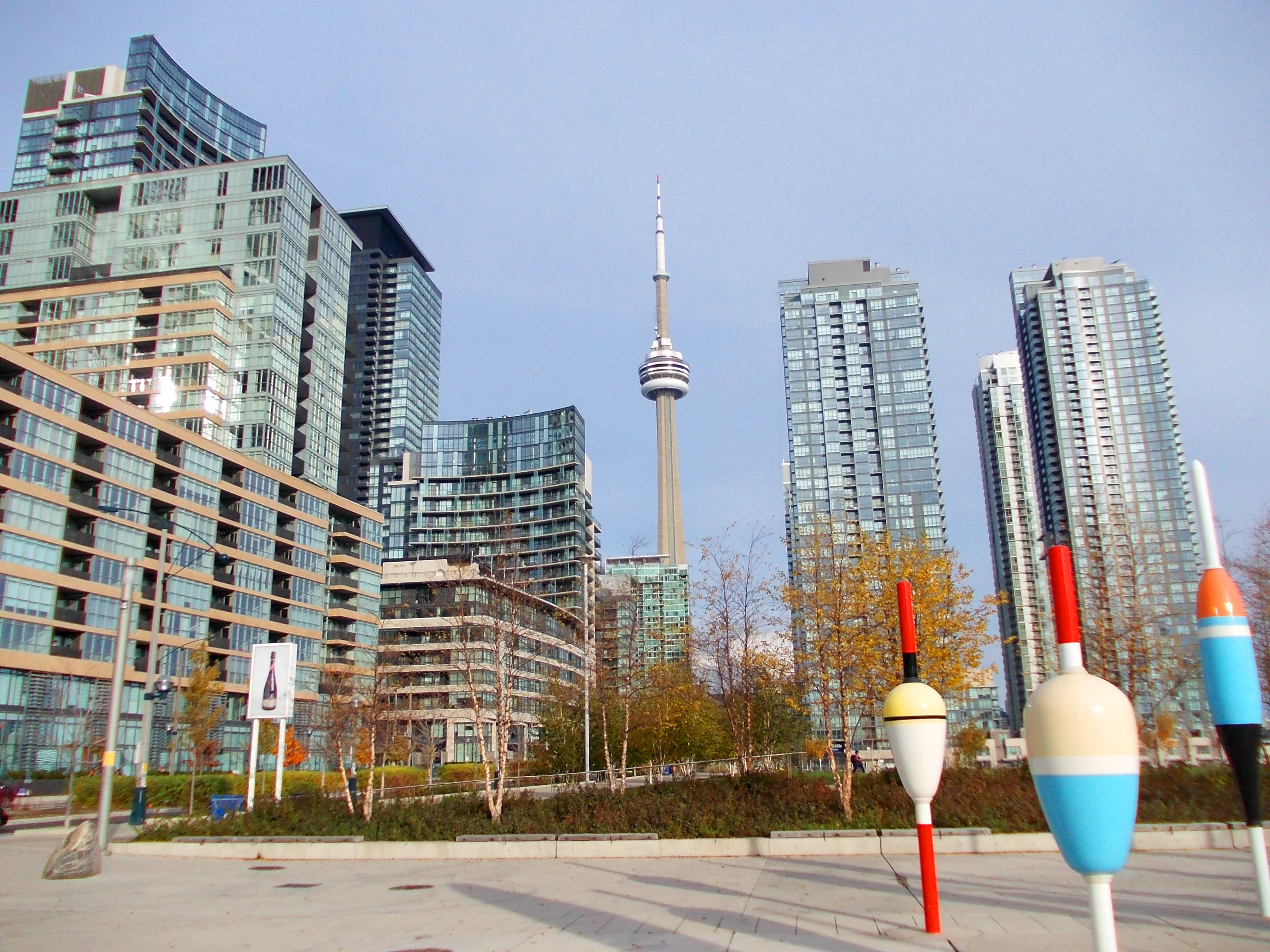
Сі-Ен Тауер і хмарочоси центру Торонто

Сі-Ен-Тауер (англ. CN Tower) — оглядова і телекомунікаційна вежа висотою 553,3 метра у центрі міста Торонто, провінція Онтаріо, Канада. Вежа була найвищою будівлею планети впродовж 31 року від 1976 до 2007, перевершивши висоту Останкінської телевежі, та 12 вересня 2007 року поступившись хмарочосу Бурдж Халіфа. Сі-Ен Тауер залишається найвищою будівлею Західної півкулі. Вежа є визначальною будівлею панорами Торонто, та є одним із найупізнаваніших символів Канади. Щорічно її відвідують більш як два мільйони туристів.

## Назва
Вежа була запроєктована і збудована на площі, яка належала одній з двох найбільших залізничних компаній Канади — Канадській національній залізниці (англ. Canadian National Railway), скорочено «CN». Ця велика компанія у 1968 році розробила проєкт, який мав продемонструвати технологічну потугу всієї канадської індустрії і славу залізниці зокрема. Для цього виявився підходящим майданчик, що попередньо планувався під сортувальну станцію, яка стала непотрібною, оскільки було споруджено інші сортувальні станції поза межами міста. Після того, як Канадська Національна залізниця у 1972 році збудувала вежу і передала її іншим власникам, були спроби переіменувати її на Канадську Національну вежу чи Національну вежу Канади, але у суспільній свідомості закарбувалось саме первинне ім'я, пов'язане з залізницею